# Bramley (äpple)

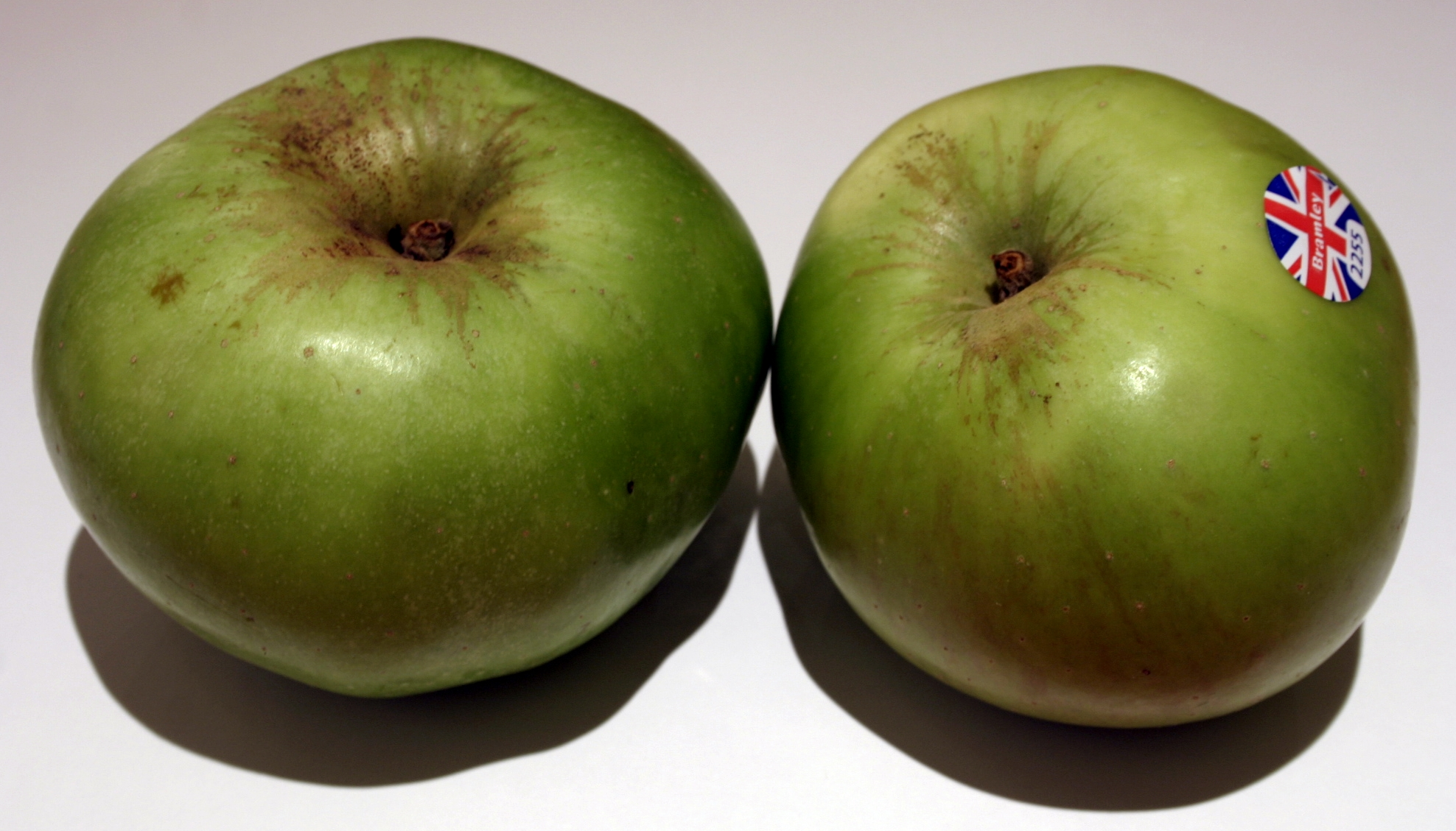
Bramley-äpple från Nottinghamshire

Bramley är en engelsk äppelsort, uppkallad efter en tidigare ägare till den trädgård i Southwell, Nottinghamshire, där det ursprungliga trädet fortfarande står. Bramley är triploid. Frukten är stor, har relativt tjockt skal och mognar till gulröd färg. Bramleyäpplen har en kraftig syrlig smak och används i England i första hand som matäpple. Pollineras av äpple med sen blomning, som inte innehåller självsterilitetsgenerna S3S10S40. Odlas endast i liten omfattning i Sverige, passande som vinteräpple.  C-vitaminhalt 32mg/100 gram färskvikt.
Bramley började spridas i Sverige år 1893 av Alnarps Trädgårdar.

## Kuriosa
På en villatomt i Limhamn planterades under 2:a världskriget ett äppleträd av sorten Bramley. Det blev ett stort träd, som gav rikligt med stora äpplen. Hösten 1990 var ett särdeles år till att ge stora äpplen och en tävling blossade upp i Sydsvenska Dagbladet. Efter att ha läst dagens notering tog sig ägaren en titt under sitt Bramleyträd och plockade det största nerfallna äpplet. Det visade sig väga 735 gram och renderade en plats hos Guinness. I oktober 2005 var det så dag igen. Det största äpplet blev utvalt och döm om allas förvåning, vikten var 735 gram igen. Det hamnade nu endast i tidningen. Sedan 2013, då 70 år gammalt, har bärigheten avtagit markant och det planeras för en föryngring.